# Rhinosimus coeruleus
Rhinosimus coeruleus is een keversoort uit de familie platsnuitkevers (Salpingidae). De wetenschappelijke naam van de soort werd in 1905 gepubliceerd door Maurice Pic.